# Stefano Lorenzini
Stefano Lorenzini (geboren um 1652, Florenz, Italien – Todesdatum unbekannt) war ein italienischer Arzt und bekannter Ichthyologe. Er studierte Medizin in Pisa und Chirurgie am Krankenhaus von St. Florence Maria Nuova, mit Lehrern wie Francesco Redi, Nicholas Steno, John Fynch und anderen prominenten Gelehrten. Er fiel bei dem Großherzog Cosimo III. de’ Medici in Ungnade. Der Großherzog inhaftierte ihn zusammen mit seinem Bruder Lorenzo Lorenzini, einem berühmten Mathematiker.
Seine Beobachtungen über Haie, die 1678 in Florenz veröffentlicht wurden, waren eine eingehende Studie über die Anatomie und Physiologie der Tiere, basierend auf neuen mechanistischen und korpuskulären Perspektiven, die auf die Untersuchung des lebenden Organismus angewendet wurden. Bekannt wurde er für die Entdeckung der Lorenzinischen Ampullen, spezielle elektromagnetische Sinnesorgane von Elasmobranchii (Haie und Rochen), die sich im Kopf befinden und ein Netzwerk von Kanälen bilden, die mit Gel gefüllt sind.

## Werke
- Stefano Lorenzini Fiorentino: Osservazioni intorno alle torpedini, l'Onofri, Florenz 1678 (online)